# ダオーネ
ダオーネ（イタリア語: Daone）は、イタリア共和国トレンティーノ＝アルト・アディジェ州トレント自治県ヴァルダオーネにある分離集落（フラツィオーネ）。
かつては独立の自治体（コムーネ）であったが、2015年1月1日に近隣のベルソーネ、プラーゾと合併し、新自治体の一部となった。

## 地理

### 位置・広がり

#### 隣接コムーネ
コムーネとしてのダオーネは、以下のコムーネと隣接していた。括弧内のBSはブレシア県所属を示す。
- スピアッツォ
- ストレンボ
- サヴィオーレ・デッラダメッロ (BS)
- マッシメーノ
- ペルーゴ
- チェーヴォ (BS)
- ヴィッラ・レンデーナ
- ブレグッツォ
- チェート (BS)
- ロンコーネ
- プラーゾ
- ラルダーロ
- ブレーノ (BS)
- ベルソーネ
- コンディーノ
- カステル・コンディーノ
- チーメゴ

## 姉妹都市
- アルヴィアーノ、イタリア 2002年